# Ludwig Thürmayer
Ludwig Thürmayer (* im Mai oder Juni 1827 in Neuburg an der Donau; † 16. Mai 1877 in Freising) war ein bayerischer Advokat und Abgeordneter.
Thürmayer war in der 11. Wahlperiode (1863–1869) Abgeordneter für den Wahlbezirk Schrobenhausen.